# WASP-178 b
 (juin 2024).
WASP-178 b est une exoplanète de type Jupiter ultra-chaud.